# Jochen Fischer (Fußballspieler)
Jochen Fischer (* 29. April 1941) ist ein ehemaliger deutscher Fußballspieler, der von 1959 bis 1962 in der DDR-Oberliga, der höchsten Spielklasse im DDR-Fußball für den SC Einheit Dresden, aktiv war. Fischer ist mehrfacher DDR-Juniorennationalspieler.

## Sportliche Laufbahn
Bis 1958 spielte Jochen Fischer in der Juniorenmannschaft der Betriebssportgemeinschaft (BSG) Lokomotive Dresden-Mitte. Im Sommer 1958 wurde er in den Kader der  DDR-Juniorennationalmannschaft berufen und bestritt mit ihr als Mittelfeldspieler bis zum Oktober 1959 acht Länderspiele. Bereits zu Beginn der Spielzeit 1959 (Kalenderjahrsaison) wurde Fischer zum Oberligisten und letztjährigen Pokalsieger SC Einheit Dresden delegiert. Dort wurde er vom ersten Spieltag an als Stürmer eingesetzt und hatte bis zum 14. Spieltag bereits elf Oberligaspiele bestritten. Danach pausierte er mehrere Wochen, bis ihn der neue Trainer Gottfried Eisler noch in zwei Oberligaspielen als Mittelfeldakteur aufstellte. In der Saison 1960 ließ Eisler Fischer zunächst als Vertreten von Werner Jochmann drei Spieltage lang in der Abwehr spielen, berücksichtigte ihn danach aber nur noch unregelmäßig, meist als Einwechselspieler, in weiteren sieben Oberligaspielen. In der Saison 1961/62 wurde der DDR-Fußball wieder auf den Sommer-Frühjahr-Spielrhythmus umgestellt, dazu wurden in der Oberliga zwischen Februar 1961 und Juni 1962 39 Punktspiele ausgetragen. Fischer war erneut nur Ersatzspieler und kam lediglich in sechs Oberligaspielen zum Einsatz. Am Ende der Saison stieg Einheit Dresden für immer aus der DDR-Oberliga ab.
In der DDR-Liga-Spielzeit 1962/63 wurden 26 Spiele ausgetragen, Fischer kam nur einmal zum Einsatz. Ab 1963/64 wurden in der DDR-Liga für mehrere Jahre 30 Runden gespielt. Es war die Saison, in der Fischer endlich zum Stammspieler wurde, er wurde in 26 Ligaspielen eingesetzt. In den beiden folgenden Spielzeiten absolvierte er jeweils alle Punktspiele und erzielte. 1966 wurde die Fußballsektion des SC Einheit in die neu gegründete Fußballspielvereinigung (FSV) Lokomotive Dresden eingegliedert. In der Rückrunde 1966 erzielte Fischer sein erstes Tor im DDR-weiten Ligenbetrieb. 1966/67 neigte sich seine Karriere im Leistungsfußball dem Ende zu, er bestritt nur noch zwei Ligaspiele und kam noch einmal zum Torerfolg. Danach ließ er seine Fußballerlaufbahn bei der viertklassigen BSG Rotation Dresden ausklingen.
In seinen acht Spielzeiten im höherklassigen Fußball hatte Jochen Fischer 29 Oberligaspiele absolviert und war 89-mal in DDR-Liga-Spielen eingesetzt worden, in denen er auch zwei Tore erzielte.